# Jennifer Bate
Jennifer Lucy Bate (Londres, 11 de noviembre de 1944-25 de marzo de 2020) fue una organista británica.

## Biografía
Nació en Londres, Bate era hija de H.A. Bate, organista de St James's Muswell Hill desde 1924 a 1978. Fue especialista en música de órgano del francés Olivier Messiaen, con el que mantuvo amistad durante los últimos veinte años de su vida. Dio recitales en casi 50 países, unos 40 en Francia y otros 150 en Italia. Gracias a sus servicios en la música en Italia, recibió en 1996 el título de Ciudadana Honorífica de la provincia de Alessandria. También contaba con un título de pedagoga debido gracias a su programa de educación musical, y daba clases y conferencias sobre una gran cantidad de temas musicales debido a su gran conocimiento musical.
En 1986, se estrenó por primera vez en Reino Unido su Livre du Saint Sacrement en la Catedral de Westminster, para luego hacer el estreno mundial con la grabación de la obra bajo la supervisión personal del compositor. Gracias e ello ganó el Grand Prix du Disque. También respaldó sus grabaciones anteriores de todas sus otras obras realizándolas para órgano.
Bate tenía un gran repertorio organístico que se prolonga desde el siglo XVIII hasta la fecha de su muerte. Registró las obras completas de órgano de César Franck. Además de todas las obras para órgano de Felix Mendelssohn.
Bate estuvo casada brevemente con George Thalben-Ball.
Fue nombrada Oficial de la Orden del Imperio Británico (OBE) durante su cumpleaños celebrado en 2008.